# Спиново квантово число
Спиновото квантово число е квантово число, което параметризира собствения момент на импулса (спина) на дадена елементарна частица. Спиновото квантово число, заедно с останалите квантови числа, описва изцяло квантовото състояние на електрона. Обозначава се с s и описва енергията, формата и ориентацията на атомните орбитали.
На една и съща орбитала и с една и съща енергия могат да се намират два електрона, които се различават по своите спинове. Има две възможни стойности за спина на електрона: s = +1/2 и s = -1/2. Двете състояния се различават по собствения магнитен момент на електрона.

## Извеждане
Като решение на определено частно диференциално уравнение, квантуваният момент на импулса може да се запише като:
{\displaystyle \Vert \mathbf {s} \Vert ={\sqrt {s\,(s+1)}}\,\hbar }
където
{\displaystyle \mathbf {s} } е квантувания вектор на спина;
{\displaystyle \Vert \mathbf {s} \Vert } е нормата на вектора на спина;
{\displaystyle s} е спиновото квантово число, свързано с момента на импулса;
{\displaystyle \hbar } е редуцираната константа на Планк.
При произволна посока z (обикновено определяна от външно магнитно поле), спиновата z-проекция е:
{\displaystyle s_{z}=m_{s}\,\hbar }
където ms е вторичното спиново квантово число, от −s до +s на стъпки по единица. Оттук се получават 2 s + 1 различни стойности за ms.
Позволените стойности за s са неотрицателни цели или полуцели числа. Фермионите (електрони, протони, неутрони) имат полуцели числа за стойности, докато бозоните (фотони, мезони) имат цели числа за стойности.
Съществуването на спиново квантово число за пръв път е предположено през 1925 г. от Волфганг Паули